# Johnstown (Wyoming)
Johnstown – jednostka osadnicza w Stanach Zjednoczonych, w stanie Wyoming, w hrabstwie Fremont.